# Denis Leonow
Denis Wladimirowitsch Leonow (kasachisch Денис Владимирович Леонов; * 18. September 1977 in Qaraghandy, Kasachische SSR) ist ein ehemaliger kasachischer Eishockeyspieler, der zuletzt beim HK Arlan Kökschetau in der kasachischen Meisterschaft unter Vertrag stand.

## Karriere
Denis Leonow begann seine Karriere als Eishockeyspieler beim HK Awangard Omsk, für dessen Profimannschaft er in der Saison 1996/97 sein Debüt in der russischen Superliga gab. Anschließend spielte er in der Saison 1998/99 für Amur Chabarowsk in der Superliga. Von 1999 bis 2001 spielte der Flügelspieler für Gasowik Tjumen in der Wysschaja Liga, der zweiten russischen Spielklasse. Anschließend lief er je ein Jahr lang für dessen Ligarivalen Metallurg Serow und Mostowik Kurgan auf, ehe er erneut bei Gasowik Tjumen unterschrieb. Von 2004 bis 2009 stand der Kasache beim russischen Zweitligisten Sauralje Kurgan auf dem Eis, wobei er die Saison 2008/09 bei seinem Ex-Verein Metallurg Serow beendete. 
Die Saison 2009/10 begann Leonow beim HK Sary-Arka Karaganda in der kasachischen Meisterschaft. Nach nur sechs Spielen verließ er das Team und bestritt die gesamte restliche Spielzeit bei dessen Ligarivalen HK Beibarys Atyrau. Seit der Saison 2010/11 spielt er für den HK Arlan Kökschetau in Kasachstan. 

### International
Für Kasachstan nahm Leonow an der U-20-Junioren-C-Weltmeisterschaft 1996 teil.